# Chiesa di Santa Maria del Soccorso (Livorno)
La chiesa di Santa Maria del Soccorso è la più grande chiesa di Livorno.
Si trova in piazza della Vittoria, con la facciata scenograficamente posta in asse con via Magenta (si veda la voce Stradario di Livorno). L'ingresso alla chiesa è preceduto dal Monumento ai Caduti, realizzato tra il 1922 ed il 1924: l'opera è costituita da un gruppo di uomini in atto di solenne giuramente e da una statua raffigurante la Vittoria.

## Storia
La decisione di innalzare questo grandioso tempio risale alla prima metà dell'Ottocento, quando, a seguito della violenta epidemia di colera del 1835, alcuni cittadini aprirono una sottoscrizione per la costruzione di una chiesa votiva, al fine di invocare la protezione della Madonna.
Il lotto prescelto si inseriva nella zona meridionale della città, oltre i fossi medicei, in un'area dove si era anche proposto, senza fortuna, di innalzare il nuovo grande ospedale a pianta semicircolare progettato da Luigi de Cambray Digny.
Pertanto, nel 1836, dopo l'approvazione del disegno di Gaetano Gherardi, furono avviati i lavori della nuova chiesa, che nel giugno 1856 fu solennemente consacrata dal vescovo Girolamo Gavi.
Il progetto originario prevedeva anche la costruzione di un campanile che però non fu mai realizzato, così come il grande collegio che avrebbe dovuto affiancare l'edificio; lo spazio attorno alla chiesa fu così trasformato in un vasto parco alberato avente una superficie di circa 40.000 metri quadri.
Risparmiata dagli eventi bellici, negli anni successivi alla seconda guerra mondiale la chiesa del Soccorso divenne per un breve periodo il centro delle principali celebrazioni religiose della Diocesi di Livorno a causa della temporanea inagibiltà del Duomo, semidistrutto nel corso dei bombardamenti e all'epoca in fase di ricostruzione.

## Descrizione

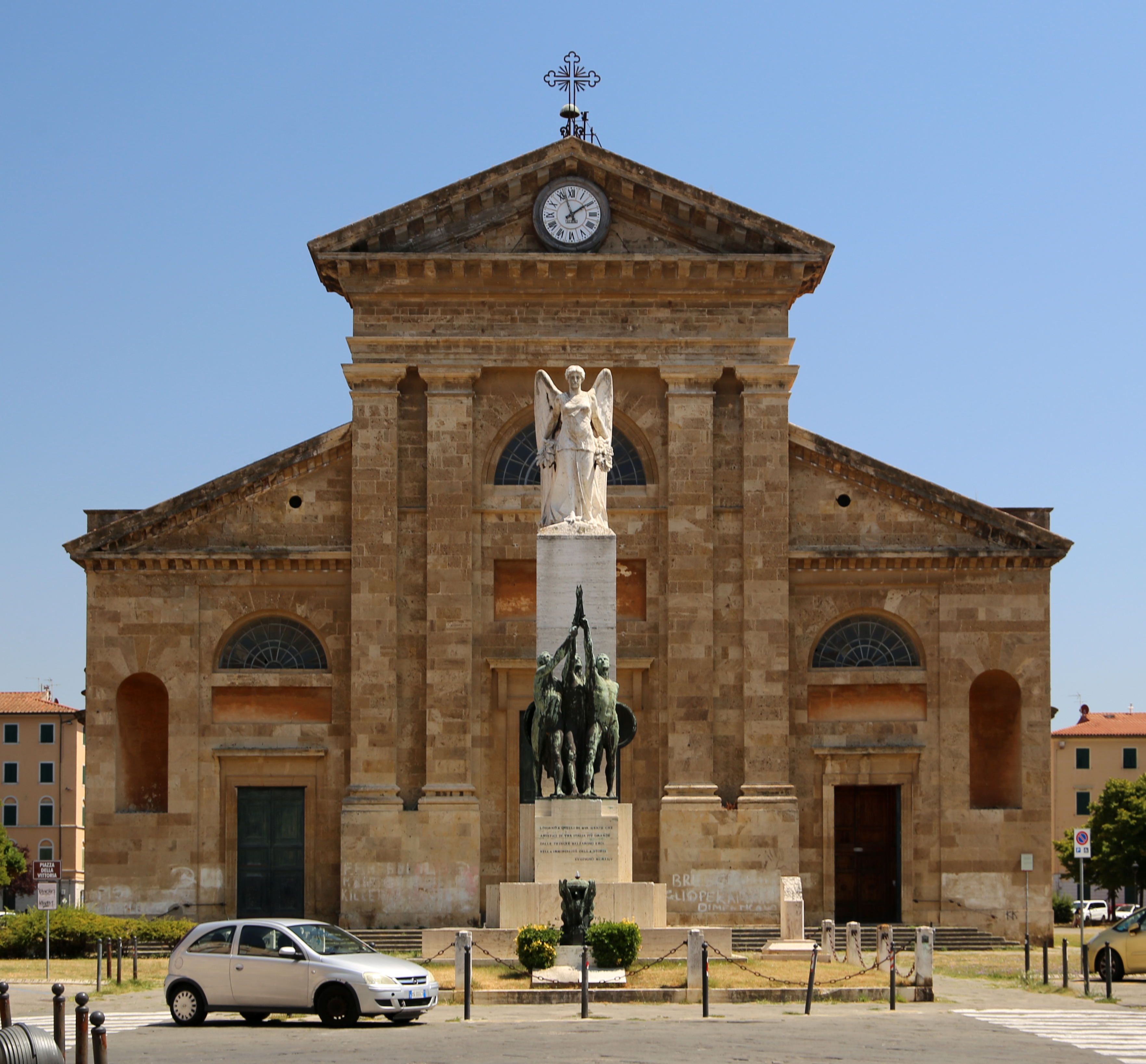
La facciata col monumento ai Caduti

Quello che rappresenta il massimo tempio cittadino per dimensioni, misura 90 metri di lunghezza, 34 metri di larghezza alla facciata e 60 metri al transetto.
La pianta è a croce latina, con una cupola all'intersezione dei bracci e due piccole absidi aperte alle estremità del transetto medesimo.
La severa facciata a salienti è dotata di tre grandi portoni sormontati da altrettante finestre semicircolari di derivazione romana con richiami dorici; quattro massicci pilastri sorreggono la trabeazione e un pronunciato frontone, al centro del quale si trova un orologio proveniente dalla facciata del Duomo e qui collocato nel 1882.
L'interno con pianta a croce latina, compreso il transetto, è suddiviso in tre navate da pilastri a sezione rettangolare sui quali sono impostati sette archi a tutto sesto per lato; la navata è illuminata solo da strette finestre poste al di sotto del piano di copertura.

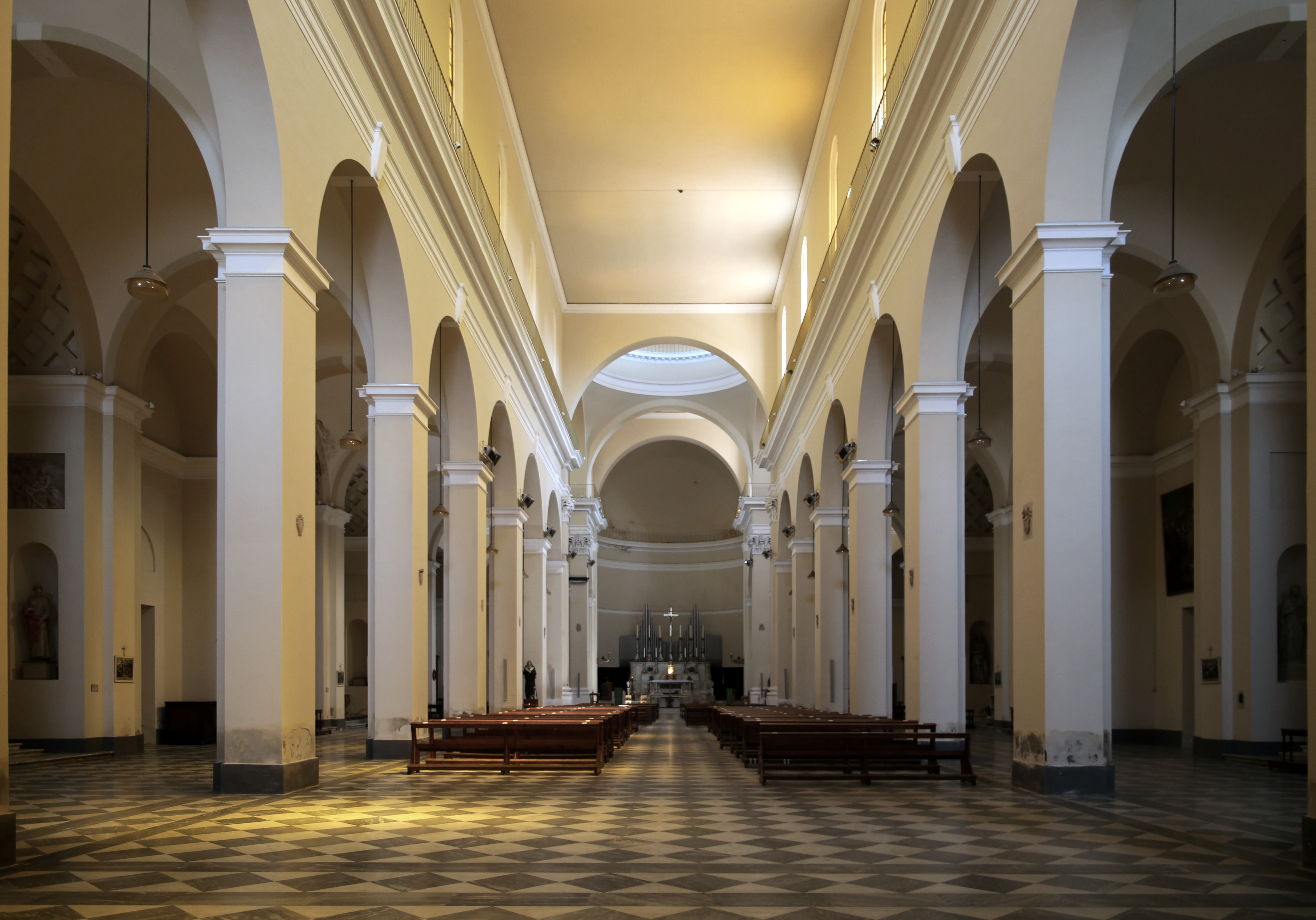
Interno

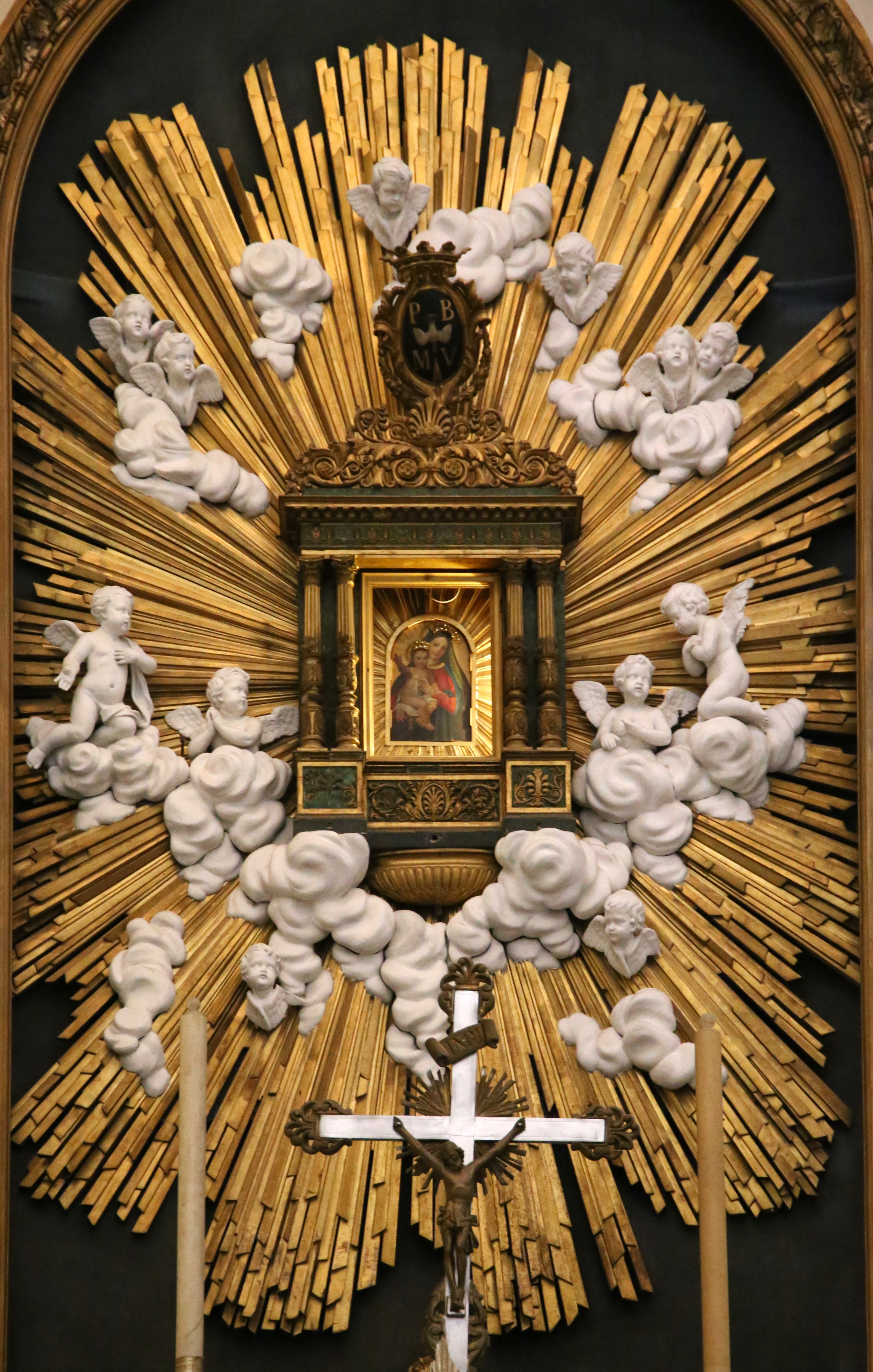
La Madonna del Soccorso

Il ritmo delle navate laterali è scandito da un rapido susseguirsi di cappelle poco profonde e coperte da una volta a botte decorata secondo i temi dell'architettura neoclassica.
L'impostazione generale della chiesa rimanda però ai temi del Rinascimento ed in particolare alle architetture di Filippo Brunelleschi: la planimetria a tre navate, con la modularità delle cappelle e lo schema delle aperture, è affine all'impostazione della basilica di Santo Spirito a Firenze. In tal senso si può annoverare l'opera tra quelle che anticiparono lo stile neorinascimentale della seconda metà del XIX secolo.
Tuttavia nella chiesa livornese le eleganti colonne sono sostituite da pilastri minimalisti che mutano radicalmente la percezione dello spazio interno, irrigidendolo con rigore neoclassico.
Dal punto di vista artistico il tempio, scampato alle distruzioni della seconda guerra mondiale, ospita dipinti realizzati dai più importanti artisti livornesi dell'epoca come Enrico Pollastrini che dipinse ad esempio San Lorenzo che distribuisce in catacomba ai poveri i doni della Chiesa (1862, seconda cappella a destra). 
Oltre la seconda cappella segue l'altare con il Miracolo di San Francesco di Ferdinando Folchi, commissionato dal conte François Jacques de Larderel. Di minore interesse il San Pietro di Giuseppe Baldini. Nella successiva cappella Bertagni vi sono alcuni arredi interessanti e un San Francesco attribuito alla scuola del Cigoli; segue il dipinto del Pollastrini del Miracolo della resurrezione del figlio della vedova di Naim (1839). L'altare della crociata fu eretto a spese dei monaci di Montenero con un tabernacolo di Ferdinando Magagnini, contenente l'immagine di Maria del Soccorso. L'altare maggiore fu costruito a spese del Municipio come si legge nell'iscrizione "aere municipale A.D. 1854".
L'Incoronazione di Maria Vergine con angeli nella tribuna è di Carlo Morelli. Nella cappella successiva Nicola Ulacci dipinse la Madre di Gesù che dona un ramo di ulivo ad un angelo perché lo porti ai colerosi. Interessante l'altare del Sacramento sormontato da cupola con colonne corinzie.
Qui sono inoltre ospitate, dagli anni cinquanta del Novecento, due sculture ottocentesche di Paolo Emilio Demi provenienti dalla distrutta chiesa armena di San Gregorio.
Nella chiesa era collocato anche il dipinto Cristo coronato di spine, di Beato Angelico, successivamente trasferito in cattedrale.

### Organo a canne
Nella conca dell'abside semicircolare, dietro l'altare maggiore, si trova l'organo a canne della chiesa, risalente al XX secolo ed ampliato dalla ditta Michelotto nel 2003. Lo strumento, a trasmissione elettrica, ha due tastiere di 61 note ciascuna ed una pedaliera concavo-radiale di 32.

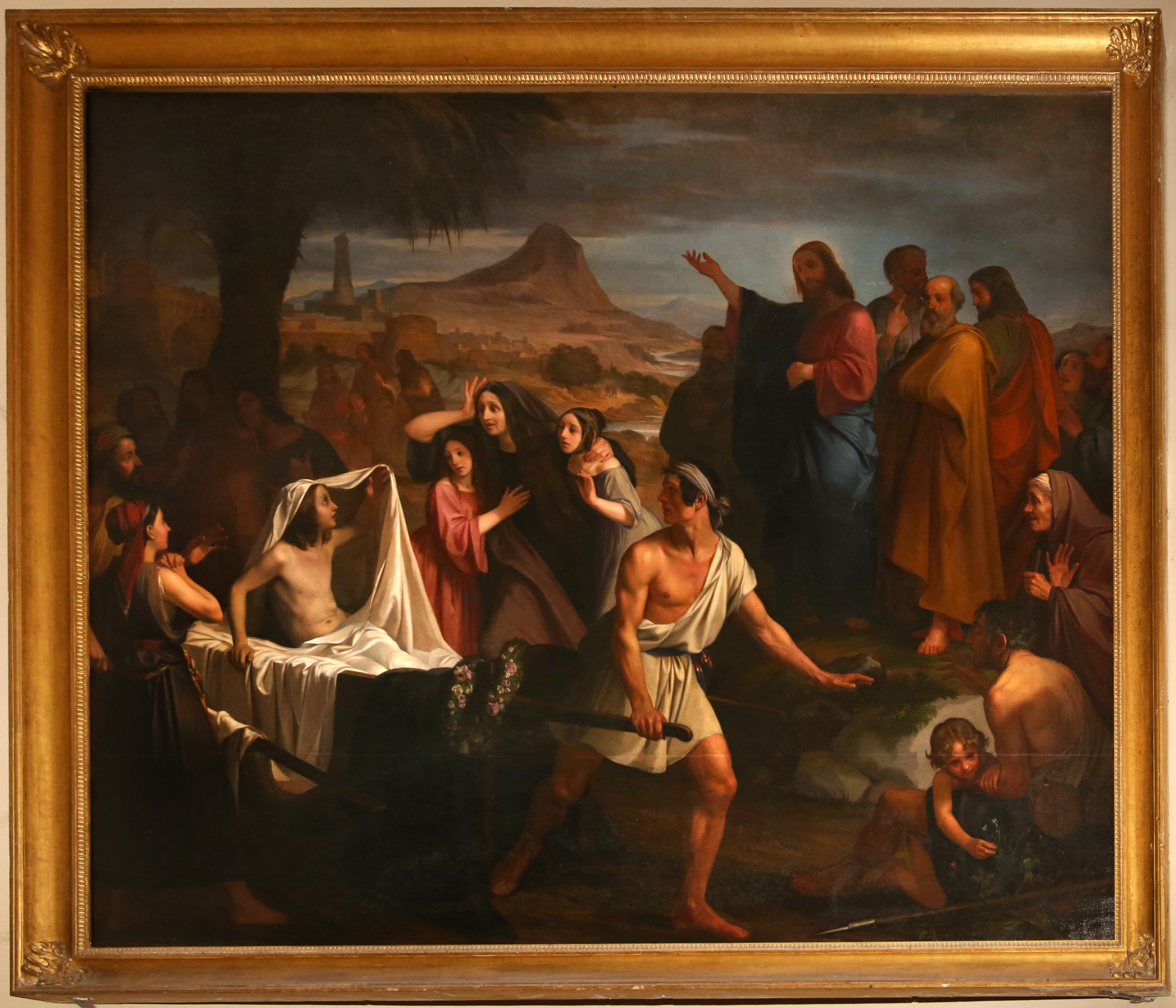
Enrico Pollastrini, Miracolo della resurrezione del figlio della vedova di Naim, 1839